# 0-8-0
Según la notación Whyte para la clasificación de locomotoras de vapor, 0-8-0 representa la disposición de las ruedas sin ruedas delanteras, ocho ruedas motrices acopladas y propulsadas sobre cuatro ejes y sin ruedas traseras . Las locomotoras de este tipo también se denominan de ocho acopladas.

## Descripción general
Se construyeron ejemplos de la disposición de ruedas 0-8-0 como locomotora ténder y tanque. Las primeras locomotoras se construyeron para el transporte principal, en particular para mercancías, pero posteriormente esta configuración también se utilizó a menudo para grandes locomotoras de conmutación (locomotoras de maniobras).[cita requerida]
La disposición de las ruedas proporcionó un diseño potente con todo el peso del motor como peso adhesivo, lo que maximizó el esfuerzo de tracción y el factor de adherencia . En general, el diseño era demasiado grande para ferrocarriles más pequeños y livianos, donde la disposición de ruedas más popular 0-6-0 a menudo se encontraba realizando tareas similares..[cita requerida]

## Uso

### Austria
En 1862 , la empresa André Koechlin & Cie de Mulhouse entregó dos locomotoras 0-8-0 al Ferrocarril del Sur de Austria . Posteriormente fueron enviados a Italia y trabajaron en los Apeninos entre Bolonia y Pistoja . 

### China
En 1952 la fábrica polaca de Chrzanów suministró 750 mm (2' 51/2"), que eran versiones posteriores de la clase rusa P24. En 1958, China estaba construyendo sus propias máquinas, lo que dio como resultado clases como C2, YJ, ZM-4, ZG y ZM16-4..[cita requerida]

### Isla de Navidad
Peckett and Sons of Bristol construyó una locomotora ténder 0-8-0 para el ferrocarril Christmas Island Phosphate Co. en 1931..[cita requerida]

### Alemania

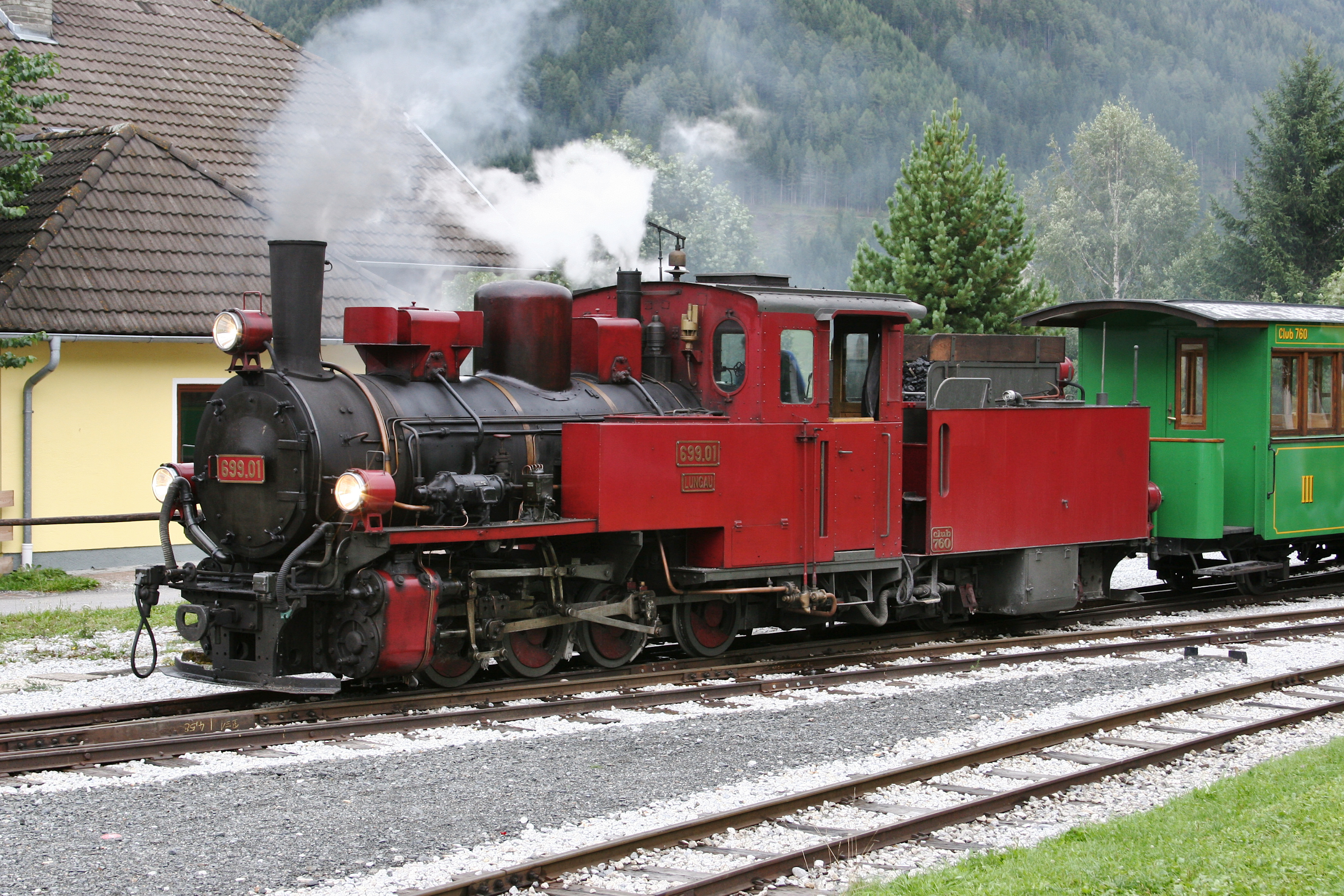
Locomotora de vapor de guerra HF 160 D

Los motores de transporte de mercancías con disposición de ruedas 0-8-0 gozaron de gran popularidad en Alemania. Los ferrocarriles estatales prusianos tenían varios tipos de 0-8-0, todos clasificados como G7, G8 y G9..[cita requerida]
La última de ellas, la prusiana G 8.1, fue la locomotora de los ferrocarriles estatales alemanes más numerosa, con más de cinco mil ejemplares construidos entre 1913 y 1921. Permanecieron en servicio en la Deutsche Bundesbahn hasta 1972.
La clase Heeresfeldbahn HF 160 D de  vía estrecha se desarrolló para el servicio en tiempos de guerra durante la Segunda Guerra Mundial . Las locomotoras también se clasificaron como Kriegsdampflokomotive 11 (locomotora de vapor militar 11 o KDL 11). Después de la guerra, las locomotoras se utilizaron con fines civiles..[cita requerida]

### Rusia

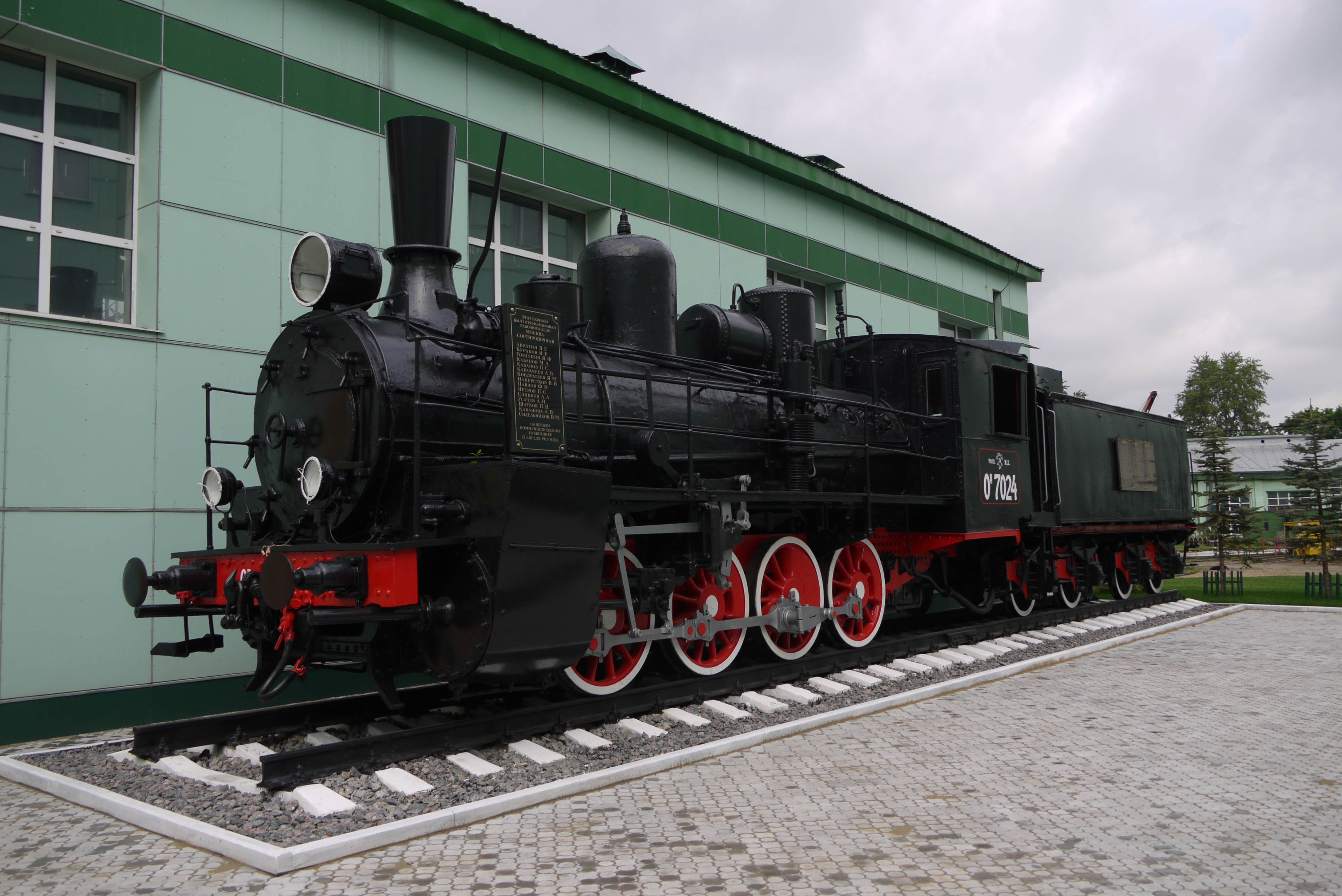
Clase Rusa O 0-8-0 Ov 7024, Moskva-Ryazanskaya, Sortirovochnaya depot, Moscow

Las primeras locomotoras de vapor 0-8-0 en Rusia: la clase ru se producen desde 1858. En Rusia, las locomotoras del tipo 0-8-0 estaban representadas por las distintas locomotoras de mercancías de la clase O (Osnovnoj-mainline). Fueron construidos desde finales del siglo XIX hasta la década de 1920. Comúnmente se las llamaba Ovechka (Oveja) y eran las locomotoras de carga más comunes en la Rusia zarista. Algunos todavía se conservan en funcionamiento..[cita requerida]
Entre 1930 y 1941 se construyeron mil unidades del diseño estándar  de ancho de vía de 750 mm (2' 51/2"), también conocido como clase 159. Tenían un rendimiento deficiente, por lo que la fábrica de Kolomna construyó una versión mejorada de estas locomotoras, conocida como la clase P24. Nueve fueron construidos antes de 1941..[cita requerida]

### Sudáfrica
En los Ferrocarriles de Sudáfrica (SAR), las maniobras se realizaban tradicionalmente mediante locomotoras principales degradadas. Cuando se construye expresamente 1067 mm (3' 6")    Las locomotoras de maniobras  finalmente se introdujeron en 1929, la RAE prefirió adherirse a la práctica estadounidense de utilizar locomotoras ténder para maniobras, en lugar de la práctica europea de utilizar locomotoras cisterna. Entre 1929 y 1952 se introdujeron tres clases de locomotoras de vapor de maniobras 0-8-0. 

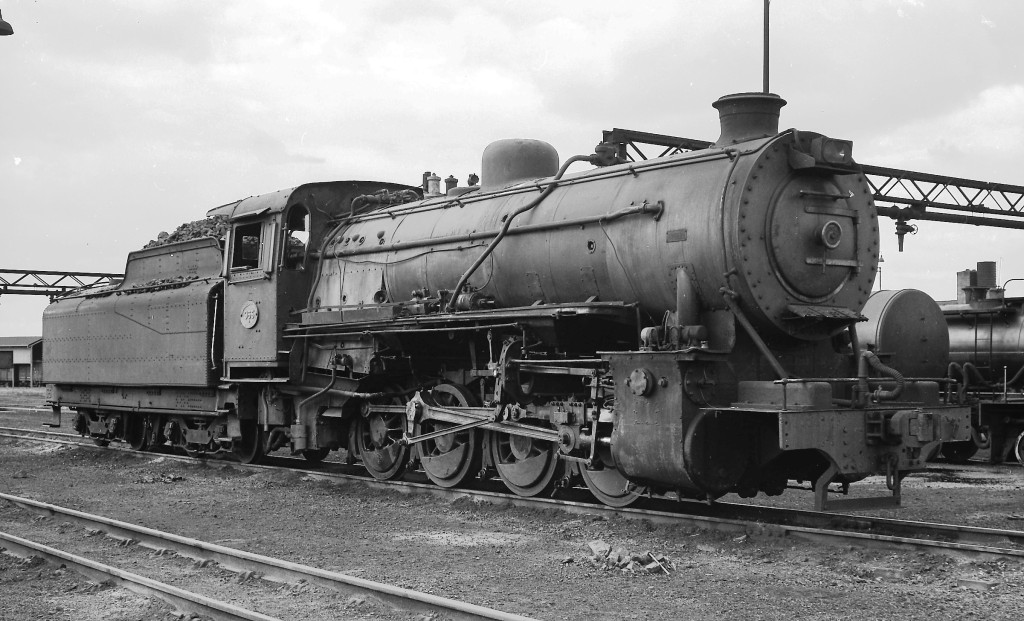
SAR Clase S

En 1929, se pusieron en servicio catorce locomotoras Clase S.Fueron construidos por Henschel & Son en Alemania y diseñados según las especificaciones SAR, con los lados superiores del búnker de carbón del ténder colocados hacia adentro y la parte superior del tanque de agua redondeada para mejorar la visión trasera de la tripulación.   

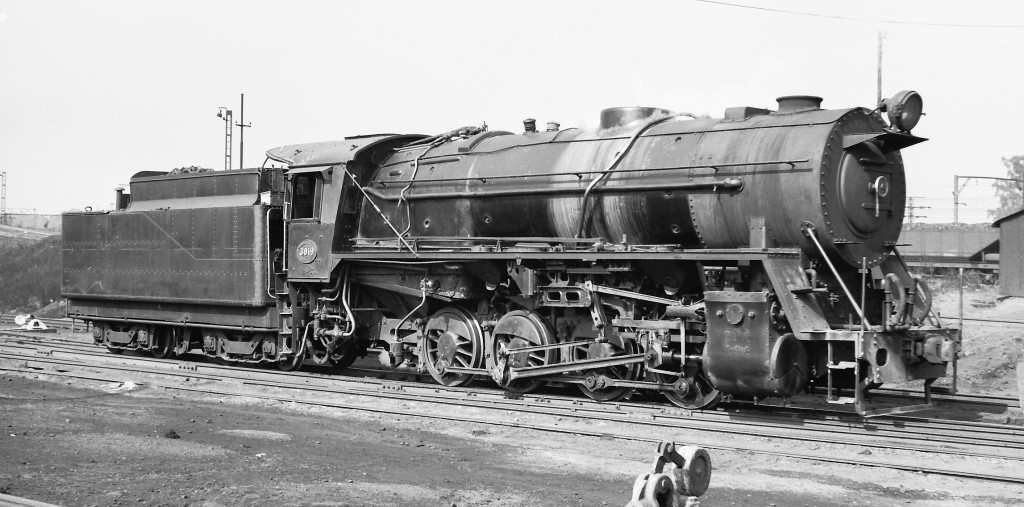
SAR Clase S1

El segundo tipo, el Clase S1, fue diseñado por MM Loubser, ingeniero mecánico jefe de la RAE de 1939 a 1949. Doce de estas locomotoras, una versión más pesada de la Clase S, se construyeron en los talleres de Salt River en Ciudad del Cabo y la primera se entregó en octubre de 1947. Se encargaron otras 25 locomotoras Clase S1 a la North British Locomotive Company . Glasgow en 1952 y entregado en 1953 y 1954. La Clase S1 se destacó por su eficiencia y economía y podía hacer frente a cargas en bloque de hasta 2000 toneladas largas (2032 t) .    

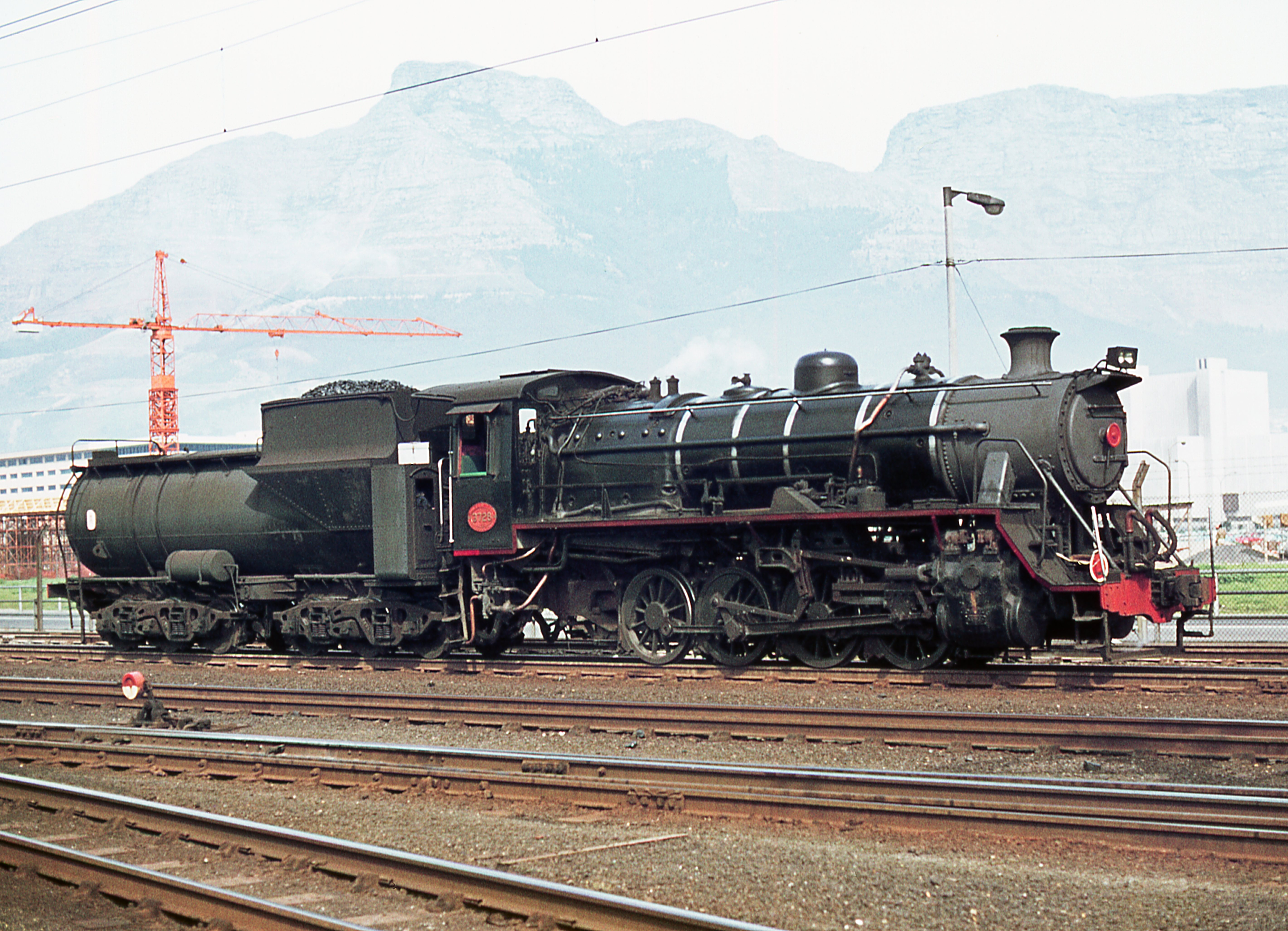
SAR Clase S2

Para satisfacer la necesidad de locomotoras de maniobras con una carga ligera por eje para trabajos portuarios, a estas les siguieron en 1952 y 1953 las 100 locomotoras Clase S2, construidas por Friedrich Krupp en Essen, Alemania. Para cumplir con el límite de peso especificado, la Clase S2 se construyó con una caldera pequeña, de modo que tenía el aspecto de una locomotora de vía Cape con una caldera de vía estrecha, especialmente vista de frente. Además, para reducir la carga por eje, tenía ténder tipo MY1 que viajaban sobre bogies Buckeye de tres ejes.

### Suecia

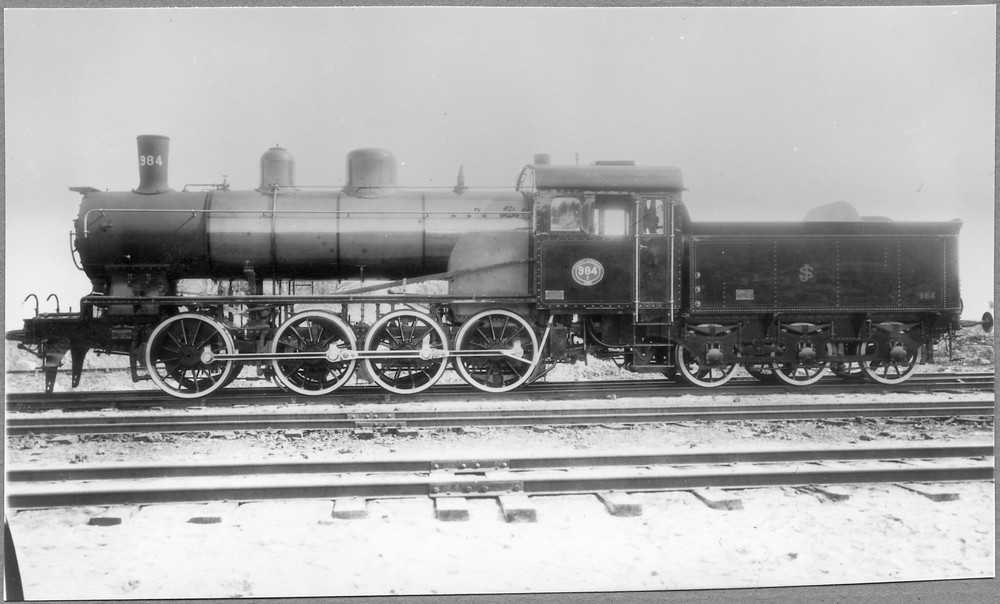
SJ E Clase no. 1909

0-8-0 era la disposición de ruedas de algunas locomotoras de mercancías suecas de principios del siglo XX. La más conocida es probablemente la clase E de locomotoras de vapor, ya que muchas de ellas sobrevivieron en la reserva estratégica hasta la década de 1990, cuando todas las máquinas de vapor fueron retiradas de la reserva estratégica. La clase E de locomotoras entró en producción en 1907 y muchas fueron modificadas a una configuración 2-8-0 con un cambio de nombre a E2. Las locomotoras estaban concebidas como locomotoras mixtas en el norte de Suecia, con pendientes más pronunciadas, y para transporte de mercancías pesadas en el sur de Suecia, donde el paisaje es más llano..[cita requerida]
Otra locomotora fue la prusiana G8.1, denominada clase G en Suecia, que fue encargada por la compañía ferroviaria nacional durante la Primera Guerra Mundial en 1916, pero la entrega se retrasó hasta 1918..[cita requerida]

### Reino Unido
Archibald Sturrock, del Great Northern Railway del Reino Unido, construyó dos ejemplos de locomotoras cisterna 0-8-0T en 1866, pero el diseño no se perpetuó. En 1889 se introdujo una versión de locomotora tierna en Barry Railway Company para transportar trenes de carbón..[cita requerida]

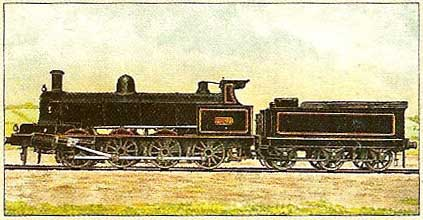
Compuesto Webb 0-8-0 de 1892

Francis Webb del London and North Western Railway (LNWR) construyó 282 ejemplares de una locomotora compuesta 0-8-0 entre 1892 y 1904. Su sucesor construyó otros 290 ejemplares de una versión de ampliación simple entre 1910 y 1922..[cita requerida]
En 1902, John Robinson del Great Central Railway presentó sus locomotoras auxiliares Clase 8A, que fueron designadas como clase Q4 bajo el London and North Eastern Railway . A partir de 1934, la clase fue reemplazada por los Robinson 2-8-0 y comenzó su retirada y desguace, pero entre 1942 y 1945 Edward Thompson convirtió trece en tanques laterales, denominados LNER Clase Q1..[cita requerida]
Bajo la agrupación de 1923, el LNWR pasó a formar parte del London, Midland and Scottish Railway (LMS). Henry Fowler diseñó un motor de cilindro interior en 1929 para reemplazar los ejemplos LNWR, pero resultaron insatisfactorios y terminaron teniendo vidas más cortas que las locomotoras LNWR..[cita requerida]
En 1914, Manning Wardle de Leeds construyó un motor de tanque lateral llamado Katharine para el sistema Bridge Water Collieries. En el ferrocarril de Kent y East Sussex, Hawthorn y Leslie construyeron el Hecate para el coronel Stephens en 1904, pero el ramal para el que se construyó nunca se completó y, dado que la locomotora era demasiado grande para sus otros ferrocarriles, se cambió en 1932. para una locomotora más pequeña del Ferrocarril del Sur. El motor Hécate terminó como guardavías del depósito de energía motriz en Nine Elms Locomotive Works y fue desguazado en 1950..[cita requerida]
En el Ferrocarril del Sur, los motores de tanque lateral clase Z de Richard Maunsell se construyeron por primera vez en 1929 como un motor de maniobras pesado, y en 1930 se construyeron 8..[cita requerida]

### Estados Unidos

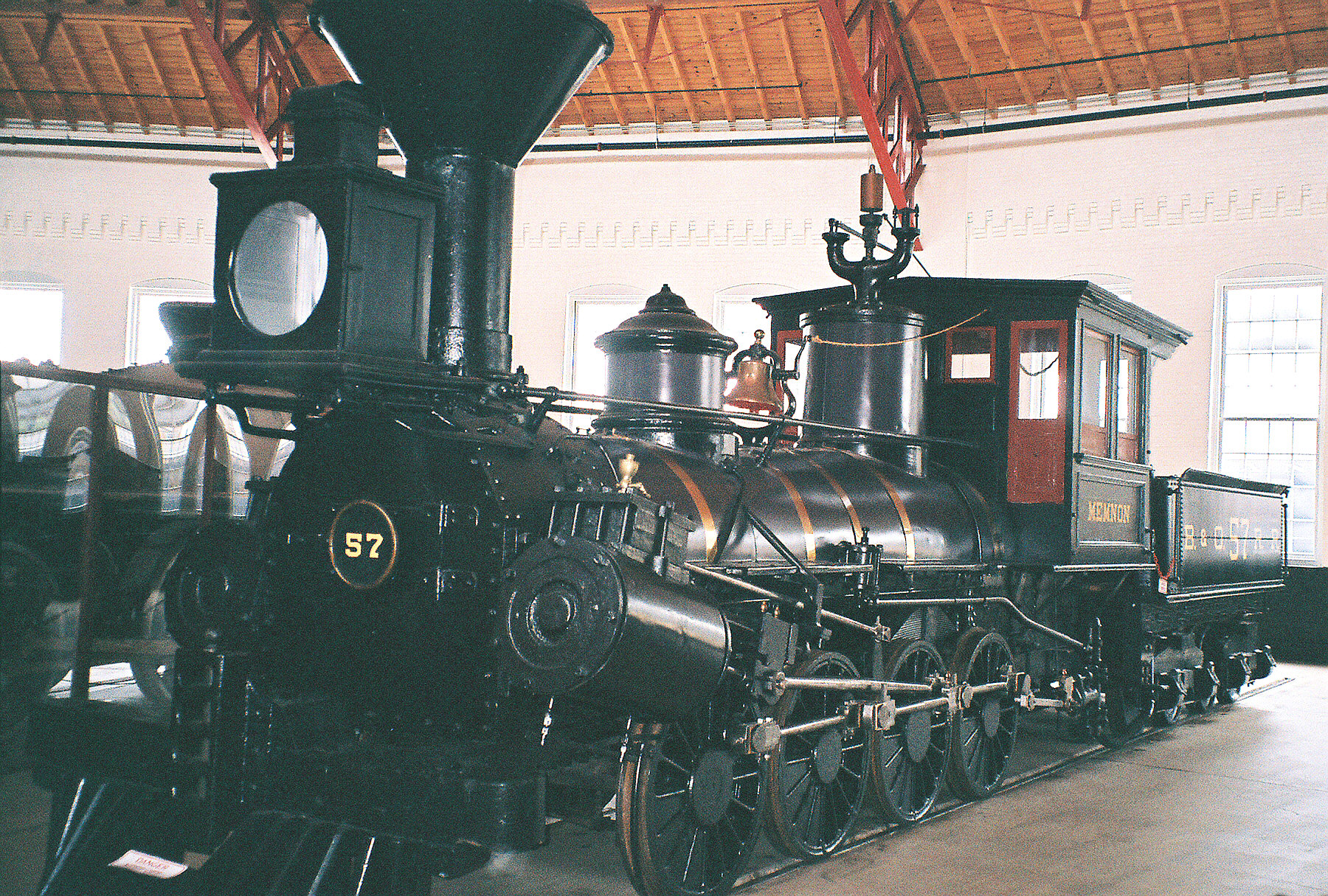
Baltimore and Ohio Railroad Memnon no. 57, an 0-8-0 locomotora construida en 1848

La disposición de ruedas 0-8-0 apareció temprano en el desarrollo de las locomotoras en los Estados Unidos, a mediados de la década de 1840. La configuración se hizo popular y se construía más comúnmente como locomotora ténder. Tuvo un uso extensivo como motor de carga y de conmutación pesado..[cita requerida]
A partir de 1844, Ross Winans desarrolló una serie de tipos 0-8-0 para el Ferrocarril de Baltimore y Ohio (B&O), comenzando con un diseño de caldera vertical donde el cigüeñal estaba directamente encima y engranado a la rueda motriz trasera.  Con una caldera horizontal, este se convirtió en la clase de motores Mud Digger del B&O, de los cuales se construyeron doce. A finales de 1847, B&O decidió abandonar las transmisiones por engranajes y, en 1848, Baldwin entregó el primero de una serie de motores de carga 0-8-0 . 
El USRA 0-8-0 era una clase estándar de la USRA, diseñada por la Administración de Ferrocarriles de los Estados Unidos durante la Primera Guerra Mundial . Esta era la locomotora de conmutación pesada estándar del tipo USRA, de la cual ALCO, Baldwin y Lima construyeron 175 ejemplares para muchos ferrocarriles diferentes en los Estados Unidos. Después de la disolución de la USRA en 1920, se construyeron 1.200 ejemplares adicionales del USRA 0-8-0..[cita requerida]
En la década de 1920, el Ferrocarril de Pensilvania quería la mejor fuerza motriz posible para realizar las tareas de cambio en sus patios e intercambios. Construido en sus propios Juniata Shops, el Pennsylvania Railroad clase C1, con 278,000 lb, fue el conmutador 0-8-0 de dos cilindros más pesado jamás producido. El esfuerzo de tracción calculado fue de 76,154 lb..[cita requerida]
La última locomotora de vapor construida en los Estados Unidos para un ferrocarril Clase I fue la 0-8-0 no. 244, una locomotora de conmutación Clase S1 construida por las tiendas Roanoke de Norfolk y Western en diciembre de 1953.  Fue retirado en marzo de 1958..[cita requerida]